# スウィッシャー郡 (テキサス州)
スウィッシャー郡 (スウィッシャーぐん、英: Swisher County) は、アメリカ合衆国テキサス州にある郡。2005年の推定人口は7,828人で、郡庁所在地はトゥリア (Tulia)である。
郡名はテキサス革命の軍人でテキサス独立宣言署名者として知られるジェームズ・G・スウィッシャーに因み命名された。郡は州内に46ある禁酒郡（ドライ・カウンティ）の1つとなっている。
一時期郡内には、チャールズ・グッドナイトとジョン・ジョージ・アデールが経営したJA大牧場があり、それはスウィッシャー郡を含めて6郡に及ぶ広大なものであった。

## 地理
アメリカ合衆国統計局
によると、この郡は総面積2,333 km2 (901 mi2) である。このうち2,332 km2 (900 mi2) が陸地で、1 km2 (0 mi2) が水地域である。総面積の0.03%が水地域となっている。

### 主な幹線道路
- 州間高速道路27号線
- 国道87号線
- 州道86号線

### 隣接する郡
- ランドール郡（北）
- アームストロング郡（北東）
- ブリスコ郡（東）
- フロイド郡（南東）
- ヘイル郡（南）
- カストロ郡（西）

## 人口動静

スウィッシャー郡の人口ピラミッド

2000年現在の国勢調査で、この郡は8,378人、2,925世帯、及び2,152家族が暮らしている。人口密度は4/km2 (9/mi2) で、1/km2 (4/mi2) の平均的な密度に3,315軒の住居が建っている。この郡の人種的構成は白人71.75%、アフリカン・アメリカン5.85%、先住民0.54%、アジア系0.16%、太平洋諸島系0.02%、その他の人種19.41%、及び混血2.28%で、人口の35.22%がヒスパニックまたはラテン系である。
2,925世帯のうち、35.70%は18歳未満の子供と暮らしており、60.20%は夫婦で生活している。9.50%は未婚の女性が世帯主であり、26.40%は家族以外の住人と同居している。24.10%は独身の居住者が住んでおり、13.80%は65歳以上で独居である。1世帯あたりの平均人数は2.65人であり、家庭の場合は3.15人である。
郡内の住民は27.90%が18歳未満の未成年、18歳以上24歳以下が10.30%、25歳以上44歳以下が25.50%、45歳以上64歳以下が20.40%、及び65歳以上が15.90%にわたっている。中央値年齢は35歳である。女性100人ごとに対して男性は109.20人いて、18歳以上の女性100人ごとに対して男性は111.30人いる。
この郡の世帯ごとの平均的な収入は29,846米ドルであり、家族ごとでは34,444米ドルである。男性の25,164米ドルに対して女性は20,448米ドルの平均的な収入がある。この郡の一人当たりの収入 (per capita income) は14,326米ドルである。人口の17.40%及び家族の14.20%は貧困線以下である。18歳未満の24.20%及び65歳以上の11.90%は貧困線以下の生活を送っている。

## 都市及び町
- クレス（en:Kress, Texas）
- トゥリア（en:Tulia, Texas）
- ハッピー（en:Happy, Texas）